# Albert Corty

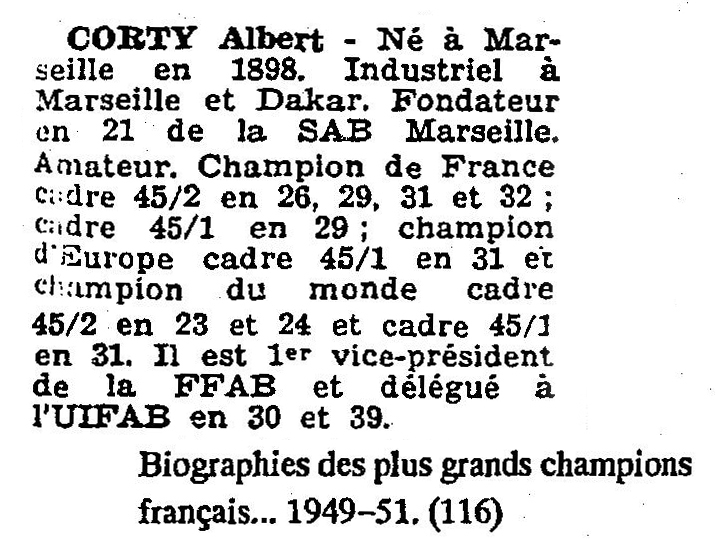
Kurzbiografie aus L'athlège 1949–51 – abweichende Angaben zur Enzyklopädie des Billardsports

Albert Corty (* 1893 oder 1898 in Marseille; † 1970 in Dakar) war ein französischer Industrieller, Karambolagespieler und zweifacher Weltmeister im Cadre.

## Karriere
Erstmals international bekannt wurde Corty 1921 bei seiner ersten Teilnahme an der Cadre-45/2-Weltmeisterschaft in Paris mit dem Gewinn der Bronzemedaille. 1922 mit dem fünften Platz im Mittelfeld der Teilnehmer, ein Jahr später errang er eine weitere Bronzemedaille hinter Théo Moons (Gold) und Charles Faroux (Silber). 1924 gewann er seine erste Goldmedaille in Paris. Im Finale konnte er den Niederländer Jan Dommering schlagen. Der Weltverband hatte 1923 beschlossen, nach amerikanischem Vorbild sogenannte Herausforderungsmatches zu spielen. Teilnehmer waren die Finalisten der vorausgegangenen Weltmeisterschaft. Es fand vor heimischem Publikum in Marseille statt und Corty konnte alle drei Sätze zu je 500 Punkten für sich entscheiden. Bei der offiziellen WM verlor er dann gegen Dommering und Moons und wurde Dritter. Nach einer weiteren Bronzemedaille 1930 nahm er 1932 letztmals an dieser WM teil.
In der schwierigeren Disziplin im Cadre 45/1 nahm er erstmals an der WM 1930 in Lyon teil und wurde Fünfter, 1931 Sechster vor heimischem Publikum in Marseille, bevor er 1932 in Paris im Finale den Ägypter Edmond Soussa schlagen konnte. Mit dieser Goldmedaille schloss er seine internationale Billardkarriere ab und widmete sich fortan seinem Hauptberuf als Industrieller.

## Sonstiges
Corty war Mitglied der 1914 gegründeten Billardakademie von Marseille, die schon den Vizeweltmeister Barthelemy Maure (1905, 1908) und Weltmeister Jacques Davin (1935) hervorbrachten. 1921 gründete er den lokalen Billardverband „S.A.B Marseille“ (Société des Amateurs de Billard).
Wie zu der Zeit üblich hatten Spieler oft noch einen Posten bei Verbänden inne. Corty war Anfang der 1930er-Jahre Vizepräsident des Amateur-Weltverbandes FFAB und Delegierter der Union Internationale des Fédérations des Amateurs de Billard (UIFAB).

## Erfolge
- Cadre-45/2-Weltmeisterschaft:  1924  1921, 1923, 1925, 1930
- Cadre-45/1-Weltmeisterschaft:  1932
- Cadre-45/2-Europameisterschaft:  1925  1932
- Französische Meisterschaft Cadre 45/1:  1929[7]
- Französische Meisterschaft Cadre 45/2:  1926, 1929, 1931, 1932[7]

Quellen: